# Ken Doane
Kenneth George Doane Jr. (Southbridge, 16 de março de 1986) é um lutador americano de luta livre profissional. Ele atualmente trabalha para a WWE no programa SmackDown com o nome Kenny.  Em sua primeira passagem na empresa, era chamado de Kenny Dykstra.

## Carreira
Doane fez sua estréia no wrestling com apenas 15 anos. Ele começou a carreira profissional na Inglaterra, com o nome de "Broadway" Kenn Phoenix. Depois de ter sido contratado pela WWE, ele apareceu algumas vezes no território de desenvolvimento, Ohio Valley Wrestling.
Doane fez sua primeira aparição televisiva em 2003, em 12 de maio de 2003, num episódio do Raw, em Philadelphia, onde saiu vitorioso.
Passados dois anos na OVW, Doane fez sua estréia no Raw como membro dos Spirit Squad. Os Spirit's viriam a juntar-se com os The McMahons, nessa altura os Spirit's Squad eram um dos maiores tag teams da WWE.
Doane apareceu com uma nova roupa , nova música e com o último nome "Dykstra" , ele continuou a feud com Ric Flair depois dos Spirit's Squad acabarem, ele conseguiu derrotar Ric Flair 3 vezes seguidas antes de finalmente perder para ele.
Deixou a WWE em 10 de Novembro de 2008.

## Títulos
- (1 vez) OVW Television Championship
- (1 vez) World Tag Team Championship
- (1 vez) cruiserweight championship

## No wrestling
- Golpes
  - Inside Swinging Neckbreaker Slam
  - Rolling Cutter
  - Second-Rope Diving Clothesline
  - Rolling Arm Drag
  - Elevated Neckbreaker
  - Knee Flt

- Managers
  - Lisa Marie Varon
  - Kenny Bolin
  - Sosay
  - O resto do Spirit Squad

- Nicknames
  - The Future Hall of Famer